# Callosobruchus chinensis
Callosobruchus chinensis är en skalbaggsart som först beskrevs av Carl von Linné 1758.  Callosobruchus chinensis ingår i släktet Callosobruchus och familjen bladbaggar. Arten förekommer tillfälligt i Sverige, men reproducerar sig inte. Inga underarter finns listade i Catalogue of Life.

## Bildgalleri

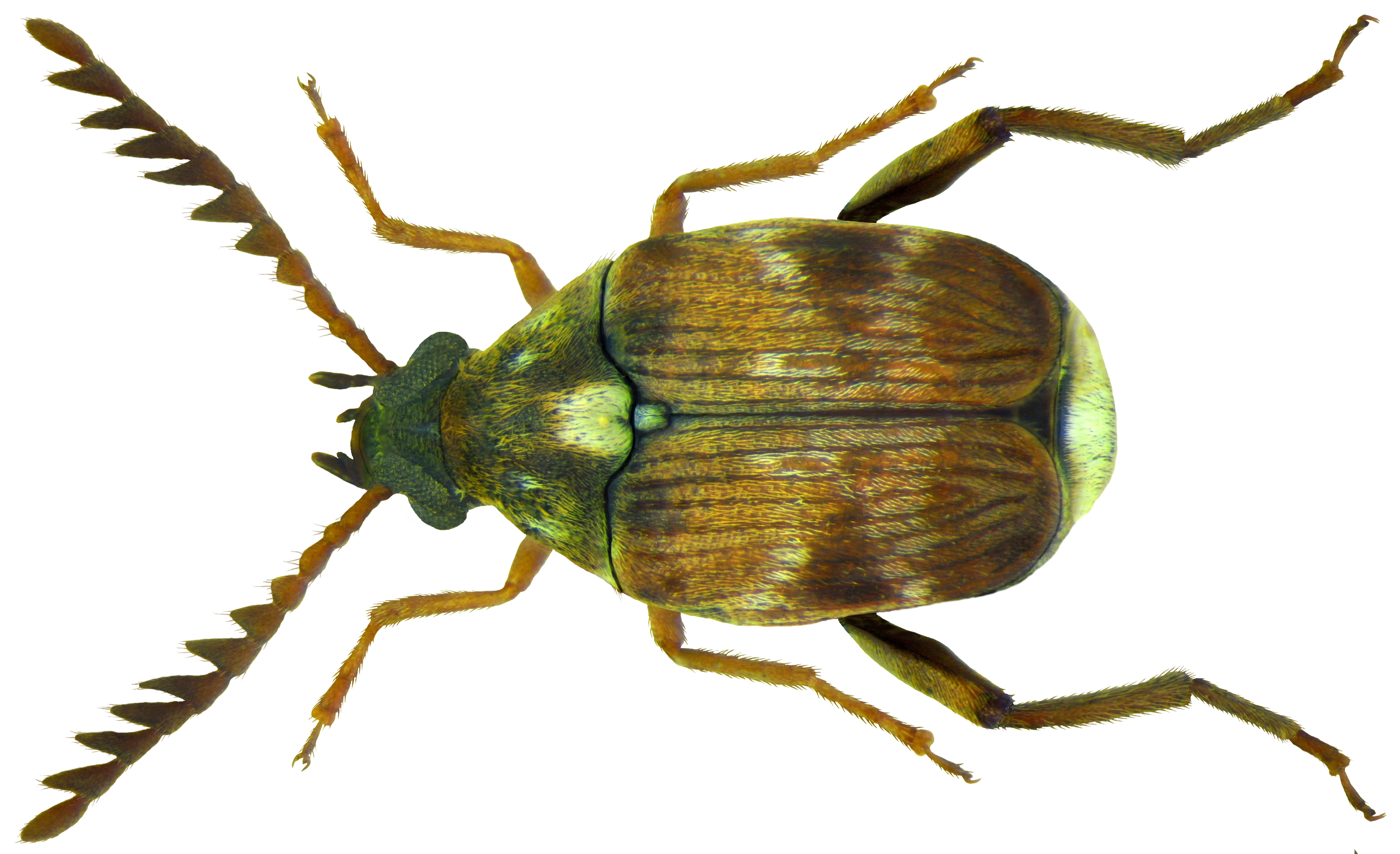
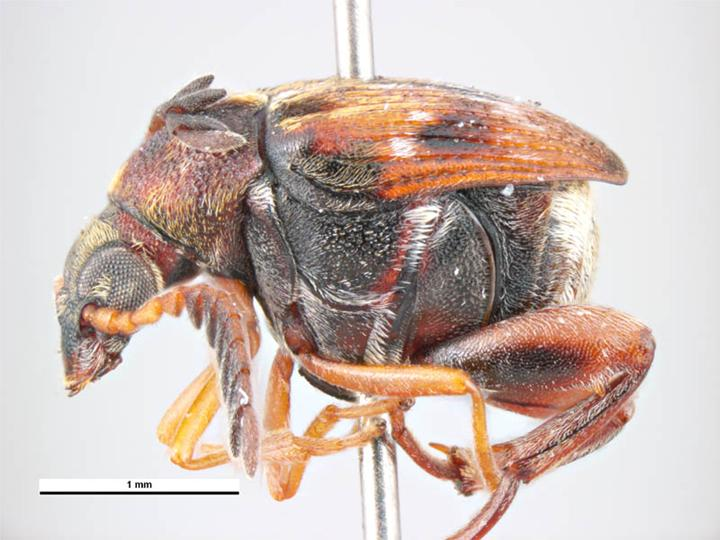